# Bosanska Otoka (Bosanska Krupa)
Pour les articles homonymes, voir Otoka.
Otoka (en serbe cyrillique : Отока) est une localité de Bosnie-Herzégovine. Elle est située dans la municipalité de Bosanska Krupa, dans le canton d'Una-Sana et dans la fédération de Bosnie-et-Herzégovine. Selon les premiers résultats du recensement bosnien de 2013, elle compte 3 634 habitants.
Avant la guerre de Bosnie-Herzégovine, la localité faisait entièrement partie de la municipalité de Bosanska Krupa ; à la suite des accords de Dayton (1995), elle a été partiellement rattachée à la municipalité nouvellement créée de Krupa na Uni, intégrée à la république serbe de Bosnie.

## Histoire
Modèle:Ville typique ottoman sans serbe à priori

## Démographie

### Évolution historique de la population
| 1948  | 1953  | 1961  | 1971  | 1981  | 1991  | 2013  |
| ----- | ----- | ----- | ----- | ----- | ----- | ----- |
| 1 736 | 2 125 | 2 679 | 3 221 | 3 234 | 4 063 | 3 634 |

|  |

### Communauté locale
En 1991, la communauté locale d'Otoka comptait 5 309 habitants, répartis de la manière suivante :